# Flores da Cunha
Flores da Cunha – miasto w południowej Brazylii, w stanie Rio Grande do Sul, leżące w regionie Serra Gaúcha. W 2006 roku liczba mieszkańców wynosiła 28 195. Zajmuje powierzchnię 272,662 km², założone 18 maja 1924 roku.
Największy producent winogron w stanie Rio Grande do Sul.

## Atrakcje turystyczne
- Cascata Bordin e Mirante Gelain – 135-metrowy wodospad, który jest jednym z najciekawszych miejsc w regionie, oddalony o 10 kilometrów od miasta, otwarty dla turystów od 8:00 do 17:30
- Castelo da Família Castellan – dom rodziny Castellan wyglądem przypominający europejskie zamki średniowieczne
- Campanàrio